# Salmas
Salmas ou Salamas (en persan : سلماس) est une ville d'Iran située dans la province de l'Azerbaïdjan occidental (Azerbaijan-e-gharbi).

## Histoire
Durant l'Antiquité, la région a été le théâtre de nombreux affrontements entre empires d'Occident (Rome antique, Séleucides, Byzance) et d'Orient (Parthes, Perses sassanides). Les environs de Salmas abritent un relief rupestre sassanide rare de par sa localisation hors des Zagros, et unique relief sassanide en Azerbaïdjan occidental. Il montre Ardachîr et son fils Shapur à cheval, recevant l’hommage d’un roi et d’un officiel arméniens vaincus après leur conquêtes caucasiennes. Le relief semble inspiré du relief parthe de Sarpol-e Zahab.
C'est près de cette ville qu'a été assassiné en mars 1918 le patriarche de l'Église apostolique assyrienne de l'Orient, Mar Simon XIX Benjamin, par un groupe paramilitaire kurde.

## Économie
La ville fournit une production agricole, notamment des abricots secs.